# (1541) Estonia
(1541) Estonia – planetoida z pasa głównego asteroid okrążająca Słońce w ciągu 4 lat i 223 dni w średniej odległości 2,77 au. Została odkryta 12 lutego 1939 roku w Obserwatorium Iso-Heikkilä w Turku przez Yrjö Väisälä. Nazwa planetoidy pochodzi od Estonii, kraju nadbałtyckiego. Przed nadaniem nazwy planetoida nosiła oznaczenie tymczasowe (1541) 1939 CK.